# 1679 Nevanlinna
1679 Nevanlinna è un asteroide della fascia principale del diametro medio di circa 51,16 km. Scoperto nel 1941, presenta un'orbita caratterizzata da un semiasse maggiore pari a 3,1176981 UA e da un'eccentricità di 0,1516900, inclinata di 17,95482° rispetto all'eclittica.
L'asteroide è dedicato al matematico finlandese Rolf Nevanlinna.